# Зелёный Кут (Днепропетровская область)
Зелёный Кут (укр. Зелений Кут) — село,
Асфальтный Сельский Совет,
Криничанский район,
Днепропетровская область,
Украина.
Код КОАТУУ — 1222084503. Население по переписи 2001 года составляло 144 человека.

## Географическое положение
Село Зелёный Кут находится на правом берегу реки Мокрая Сура,
выше по течению на расстоянии в 0,5 км расположено село Степановка,
ниже по течению на расстоянии в 0,5 км расположено село Ильинка,
на противоположном берегу — село Роговское.
Параллельно руслу реки сделано несколько прудов.